# Les Exploits d'un jeune Don Juan
Pour l’article homonyme, voir Les Exploits d'un jeune Don Juan (film).
Les Exploits d'un jeune Don Juan est un roman érotique écrit par Guillaume Apollinaire et publié en 1911 sous couverture muette. Un tirage limité édité par La Couronne des amours en 1926 est enrichi de douze lithographies de Gaston-Louis Roux. C'est un roman d'initiation amoureuse et sexuelle.

## Résumé
Roger, un jeune homme de bonne famille, part accompagné de sa mère, de sa tante et de sa sœur, dans la propriété familiale située à la campagne. Là-bas, il va découvrir, à travers de nombreuses expériences, les plaisirs de la  sexualité.

## Adaptations

### Au cinéma
Une adaptation cinématographique du roman a été réalisée en 1987 par Gianfranco Mingozzi. Cependant, Les Exploits d'un jeune Don Juan (L'iniziazione en italien) n'est qu'une interprétation libre. En effet, de nombreux passages se sont avérés beaucoup trop politiquement incorrects ou amoraux (scènes d'inceste) et n'ont donc pas été traités.

### En bande dessinée
Le roman a été adapté en bande dessinée en  2010 par Georges Pichard (Glénat).